# Pygmodeon excelsum
Pygmodeon excelsum là một loài bọ cánh cứng trong họ Cerambycidae.